# 越策越开心
越策越开心，是湖南经视的一个娱乐脱口秀节目，由汪涵和马可主持。后也曾在湖南卫视播出。

## 简介與起源
《越策越开心》是娱乐脱口秀节目，由汪涵和马可共同主持，本节目在2002年5月24日正式开播，并于05年5月8日起登陆湖南卫视晚间档，湖南卫视06年正式上线《越策越开心》卫视版，该节目由于收视太低不久从卫视撤出（而在2010年初至5月25日短暂在青海卫视上星试播）。
《越策越开心》缘自“越逗越开心”，「策」長沙話「逗」的意思。（策：调侃）不仅上口好记，还结合了时下颇为流行的方言。这个名称还十分符合节目的主旨，即让观众每隔几分钟开心地笑一笑。

## 播出信息
湖南经视每周六晚21：00---22:00首播 每周日12：30---13：40重播

## 动画版
动画版是根据卫视版改编的节目，片长6分钟至10分钟，在金鹰卡通卫视播出。

### 配音演员
- 汪涵---汪涵
- 马可---马可
- 王湘平---陈英俊
- 蒋宏杰---YOYO
- 杨乐乐---乐乐
- 孙骁骁---骁骁
- 杨铱---黄小鸭
- 刘娜---娜娜

### 播出信息
金鹰卡通卫视上午不定时段首播